# سیارک ۱۰۳۶
سیارک ۱۰۳۶ (به انگلیسی: 1036 Ganymed، نامگذاری:1924TD) هزار و سی و ششمین سیارک کشف شده است که در ۲۳ اکتبر ۱۹۲۴ کشف شد.
قدر مطلق سیارک برابر ۹٫۴۵ است.